# Geranium humboldtii
Geranium humboldtii är en näveväxtart som beskrevs av Spreng.. Geranium humboldtii ingår i släktet nävor, och familjen näveväxter. Inga underarter finns listade i Catalogue of Life.